# Angelino Castañer
Angelino Castañer Fons (Huéneja, Granada, 1905 - Valencia, 1974), también citado en ocasiones como Angelí Castanyer i Fons, fue un político y poeta español. A pesar de haber nacido en Granada de familia valenciana, a temprana edad se trasladó a Valencia. Tras la guerra civil española se exilió en París, donde residió hasta el año 1970, cuando volvió a Valencia. 

## Biografía
Fue colaborador, entre otros, de las publicaciones Germania (1924-1926), Nostre Teatre, Taula de Lletres Valencianes, El Camí, y El País Valencià. Fue miembro del equipo director de la Sociedad Proa, creada en Valencia en 1935 a iniciativa de Cayetano Huguet para promover actividades relacionadas con el catalán (cursillos, conferencias, ediciones de libros) y favorecer las relaciones de la Comunidad Valenciana con Cataluña, islas Baleares, Galicia y el País Vasco. Durante los años 1930 participó en el Centre d'Actuació Valencianista y en el Partit Valencianista d'Esquerra. En 1932 fue uno de los firmantes de las Normas de Castellón. Comisariado por el Ayuntamiento de Valencia, fue el encargado de negociar las adhesiones de las corporaciones municipales y provinciales de Alicante y Castellón de la Plana el proyecto de Estatuto Autonómico Valenciano. Durante la guerra fue comisario de la Consejería de Cultura del Consejo Provincial de Valencia, así como miembro de la Comisión permanente del Consejo, en representación del Partido Valencianista de Izquierdas (1938). 
Partió al exilio con el barco Stanbrook desde el puerto de Alicante. En el exilio en París continuó su actividad política y cultural. En 1965 formó parte del Consistorio de Mantenedores de los Juegos Florales de la Lengua Catalana celebrados en el anfiteatro Richelieu de la Sorbonne. En 1954 publicó el libro de poemas Espejismo.